# استا هلدینگ
استا هلدینگ (انگلیسی: ESTA Holding) شرکت املاک اوکراینی است، که در سال ۲۰۰۶ تأسیس شد.